# Ernie Harper
Ernie Harper (eigentlich Ernest Harper; * 2. August 1902 in Chesterfield, Derbyshire; † 9. Oktober 1979 in Tullamarine, Melbourne) war ein britischer Langstrecken-, Cross- und Marathonläufer.
Harper gewann vier britische Landesmeisterschaften über 10 Meilen:
- 1923 (53:34,6 min)
- 1926 (52:04,0 min)
- 1927 (52:21,2 min)
- 1929 (52:15,8 min)

Hinzu kommen zwei britische Meisterschaften im Crosslauf (1927 und 1929). Er startete für die Hallamshire Harriers.
Darüber hinaus gewann er sechsmal die Northern Counties Championships (1923, 1925, 1926, 1928, 1929 und 1930).
Harper nahm an drei Olympischen Spielen teil.
1924 in Paris startete er über 10.000 m sowie beim Crosslauf, der ebenfalls über eine etwa zehn Kilometer lange Strecke führte und aufgrund hoher Temperaturen jenseits der 40 Grad als die Hitzeschlacht von Colombes in die Geschichte einging. Bei beiden Wettbewerben mussten zahlreiche Athleten wegen der äußeren Bedingungen aufgeben. Harper selbst erreichte über 10.000 Meter in 31:58,0 min als Fünfter das Ziel. Die ersten vier Plätze waren an Läufer aus Skandinavien gegangen. So hatte sich der Finne Ville Ritola in 30:23,2 min den Sieg gesichert. Im Crosslauf kam Harper auf den vierten Rang beim Sieg des Finnen Paavo Nurmi. Harper hatte im Ziel 24 Sekunden Rückstand auf den US-Amerikaner Earl Johnson. Eine Mannschaftswertung kam nicht zustande, da außer Harper kein weiterer Brite den Wettkampf beenden konnte.
1928 in Amsterdam gab Harper dann sein Olympiadebüt als Marathonläufer. Seine Zeit von 2:45:44 h reichte jedoch nur für einen Achtungserfolg: Er wurde 22. von insgesamt 69 Teilnehmern. Erst acht Jahre später, 1936 in Berlin, sollte dem inzwischen 34-jährigen endlich der Vorstoß in die Medaillenränge gelingen. Das Rennen hatte mit dem koreanischstämmigen Japaner Son Kitei, der die Goldmedaille in 2:29:19,2 h gewann, zwar einen überlegenen Sieger, aber Harper konnte sich gegen den zweiten koreanischstämmigen Japaner Nan Shōryū durchsetzen und gewann in 2:31:23,2 h die Silbermedaille.
Bevor Harper auf diese Weise seine Karriere krönte, hatte er bereits dreimal mit Medaillenerfolg an anderen internationalen Veranstaltungen teilgenommen. Bei den International Cross Country Championships, wo er Großbritannien nicht weniger als neunmal in Folge (1923–1931) vertrat, gewann er 1924 in Newcastle die Silber- und 1926 in Brüssel die Goldmedaille. Einen weiteren großen Auftritt hatte er bei den British Empire Games 1930. Dort startete er über die sechs Meilen und gewann Silber hinter dem Neuseeländer John Savidan (Gold in 30:49,6 min); seine Zeit wurde auf 31:01 min geschätzt (er hatte 60 Yards Rückstand).
Im Jahr 1939 wurde Ernest Harper Profi. Er lebte zuletzt bei seiner verheirateten Tochter in Australien. Harper war 1,68 m groß und wog zu seiner Zeit als Aktiver 58 kg.

## Persönliche Bestleistungen
- 5000 m: 15:35,0 min (1926)
- 10.000 m: 31:58,0 min (1924)
- 10 Meilen: 52:04,2 min (1926)
- 20 km: 1:06:30,3 h (1929)
- 25 km: 1:23:45,8 h (1929)
- Marathon: 2:31:23,2 h (1936)
- 2-Stunden-Lauf: 33,653 m (1933)

## Aufgestellte Weltrekorde
- 25 km (1929) in 1:23:45,8 h. Der Finne Martti Marttelin, der zuvor die Bestmarke (1:24:24,0 h) gehalten hatte, holte sie sich ein Jahr später zurück (1:22:28,8 h). (Bestleistung heute: 1:13:55,8 h, aufgestellt 1981 in Christchurch von dem Japaner Toshihiko Seko).
- 2-Stunden-Lauf (1933)